# 畢虎
畢虎，香港電影制片人、導演和編劇，活躍於1940年代至1950年代，執導了多部粵語片、國語片及廈語片，並組織了畢虎製片公司及萬祥影業公司。1969年畢虎復出在台灣拍武打片《金沙刀》。

1975年畢虎最後執導一部電影是在台灣拍攝的武打片《惡徒》。畢虎息影後移民美國。

## 外部連結
- 畢虎在互联网电影资料库（IMDb）上的資料（英文）